# Palicourea
Genre
Palicourea est un genre de plantes de la famille des Rubiaceae, et dont l'espèce type est Palicourea guianensis Aubl..

## Sélection d'espèces
- Palicourea alba (Aubl.) Delprete & J.H.Kirkbr., 2016
- Palicourea apoda (Steyerm.) Delprete & J.H.Kirkbr., 2016
- Palicourea aubletii Delprete & J.H.Kirkbr., 2016
- Palicourea calycina Benth.
- Palicourea consobrina Standl.
- Palicourea croceoides Ham.
- Palicourea debilis (Müll.Arg.) Delprete & J.H.Kirkbr., 2016
- Palicourea glabra (Aubl.) Delprete & J.H.Kirkbr., 2016
- Palicourea guianensis Aubl.
- Palicourea herrerae Standl.
- Palicourea latifolia K.Krause
- Palicourea longiflora DC., 1830
- Palicourea racemosa (Aubl.) Borhidi, 2011
- Palicourea tenerior (Cham.) Delprete & J.H.Kirkbr., 2016
- Palicourea tomentosa (Aubl.) Borhidi
- Palicourea violacea (Aubl.) A.Rich., 1830

## Liste des espèces et sous-espèces
Selon BioLib (10 août 2018) :
- Palicourea alpina (Sw.) DC.
- Palicourea crocea (Sw.) J.A. Schultes
- Palicourea croceoides Ham.
- Palicourea guianensis Aubl.

Selon Catalogue of Life (10 août 2018) :
Selon GRIN (10 août 2018) :
- Palicourea aeneofusca (Müll. Arg.) Standl.
- Palicourea crocea (Sw.) Schult.
- Palicourea grandiflora (Kunth) Standl.
- Palicourea juruana Krause
- Palicourea lineariflora Wernham
- Palicourea marcgravii A. St.-Hil.

Selon ITIS (10 août 2018) :
- Palicourea alpina (Sw.) DC.
- Palicourea crocea (Sw.) Schult.
- Palicourea croceoides Ham.
- Palicourea domingensis (Jacq.) DC.
- Palicourea guianensis Aubl.

Selon World Checklist of Selected Plant Families (WCSP) (10 août 2018) :
Selon The Plant List (10 août 2018) :
Selon Tropicos (10 août 2018) (Attention liste brute contenant possiblement des synonymes) :